# Vaarinsaari (ö i Birkaland, Tammerfors, lat 61,69, long 24,64)
Vaarinsaari är en ö i Finland. Den ligger i sjön Koljonselkä och i kommunen Orivesi i den ekonomiska regionen Tammerfors och landskapet Birkaland, i den södra delen av landet, 170 km norr om huvudstaden Helsingfors. Öns area är 6,3 hektar och dess största längd är 400 meter i sydöst-nordvästlig riktning.